# يشيفا الخليل
يشيفا الخليل، المعروف أيضًا باسم يشيفاس الخليل، أو كنيست يسروئيل، هي مدرسة دينية مكرسة لدراسة التلمود على مستوى عال. نشأت في عام 1924 عندما انتقل روش يشيفا و150 طالبا من مدرسة سلابودكا اليشيفا، والمعروفة بالعامية باسم "أم مدرسة يشيفا"، إلى الخليل.

## نقل سلابودكا يشيفا إلى فلسطين

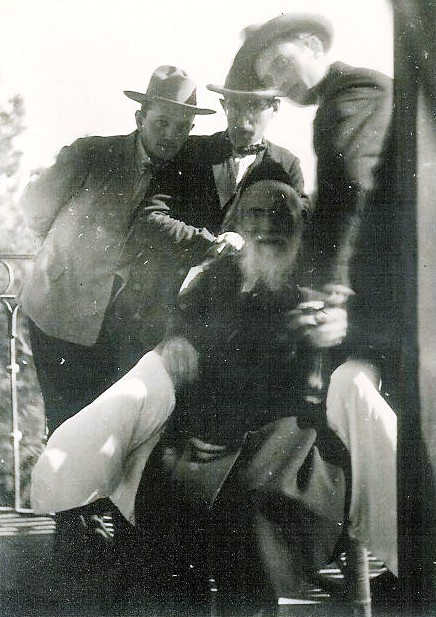
ألتر سلابودكا

أدى مرسوم عام 1924 الذي يتطلب التجنيد في الجيش أو
الدراسات العلمانية التكميلية في المدرسة الدينية إلى انتقال عدد كبير من الطلاب في مدارس سلابودكا الدينية إلى أرض إسرائيل، في ذلك الوقت كانت فلسطين تحت الانتداب البريطاني. وأرسل الحاخام نوسون تسفي فينكل، المعروف أيضاً باسم "دير ألتر فون سلابودكا" (زعيم سلابودكا) الحاخام أبراهام غرودزينسكي لرئاسة هذه المجموعة وإنشاء المعاهد الدينية في الخليل. وعند عودة غرودزينسكي إلى سلابودكا، أحال إليه البرلمان مسؤوليات المدرسة الروشانية، ومهام مدرسة الروش إلى الحاخام إسحاق شير، وانتقل إلى الخليل ليقود المدرسة هناك مع الحاخام موشيه موردخاي إبستين. تم اختيار الخليل على القدس لتجنب تأثير يشوب قديم المحافظ. [بحاجة لمصدر] مدرسة سلابودكا يشوفا في أوروبا توقفت عن العمل خلال الهولوكوست. كما تم إنشاء فرع في بني براك.

## 1929 مذبحة الخليل والانتقال إلى القدس

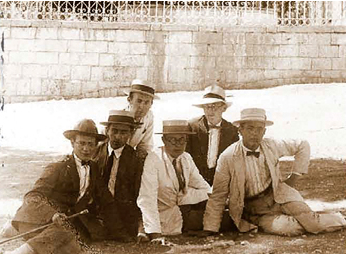
طلاب يشيفا الخليل ، حوالي عشرينيات القرن العشرين. جميع هؤلاء الطلاب باستثناء واحد لقوا حتفهم في مذبحة.

قتل أربعة وعشرون طالبا في مذبحة الخليل عام 1929م، وأعيد تأسيس المدرسة الدينية في حي جيولا في القدس.
كان ثمانية من الضحايا مواطنين أمريكيين جاءوا للدراسة في المدرسة الدينية من المدارس الدينية الأمريكية مثل كلية اللاهوت العبرية وتوراة فوداث ومدرسة الحاخام إسحاق إلشانان اللاهوتية.
يوم مجزرة عام 1929، لم يكن هراف سيمشا زيسيل برويد، الذي عُين روش يشيفا في عام 5721 (1960/61), في شيفرون.
على الرغم من التأخير بعد وفاة الحاخام موشيه حبروني، آخر جيل من الجيل السابق، انتقلت المدرسة إلى حرم جامعي جديد وأكبر في جنوب وسط حي جيفات مردخاي في عام 1975. تضم هذه المدرسة اليوم حوالي 1300 طالب وهي واحدة من المدارس الليتوانية الأكثر شهرة وتأثيرًا في إسرائيل. الروشي الحالية هما الحاخام دوفيد كوهين والحاخام يوسف شيفروني.

## خريجون ملحوظون

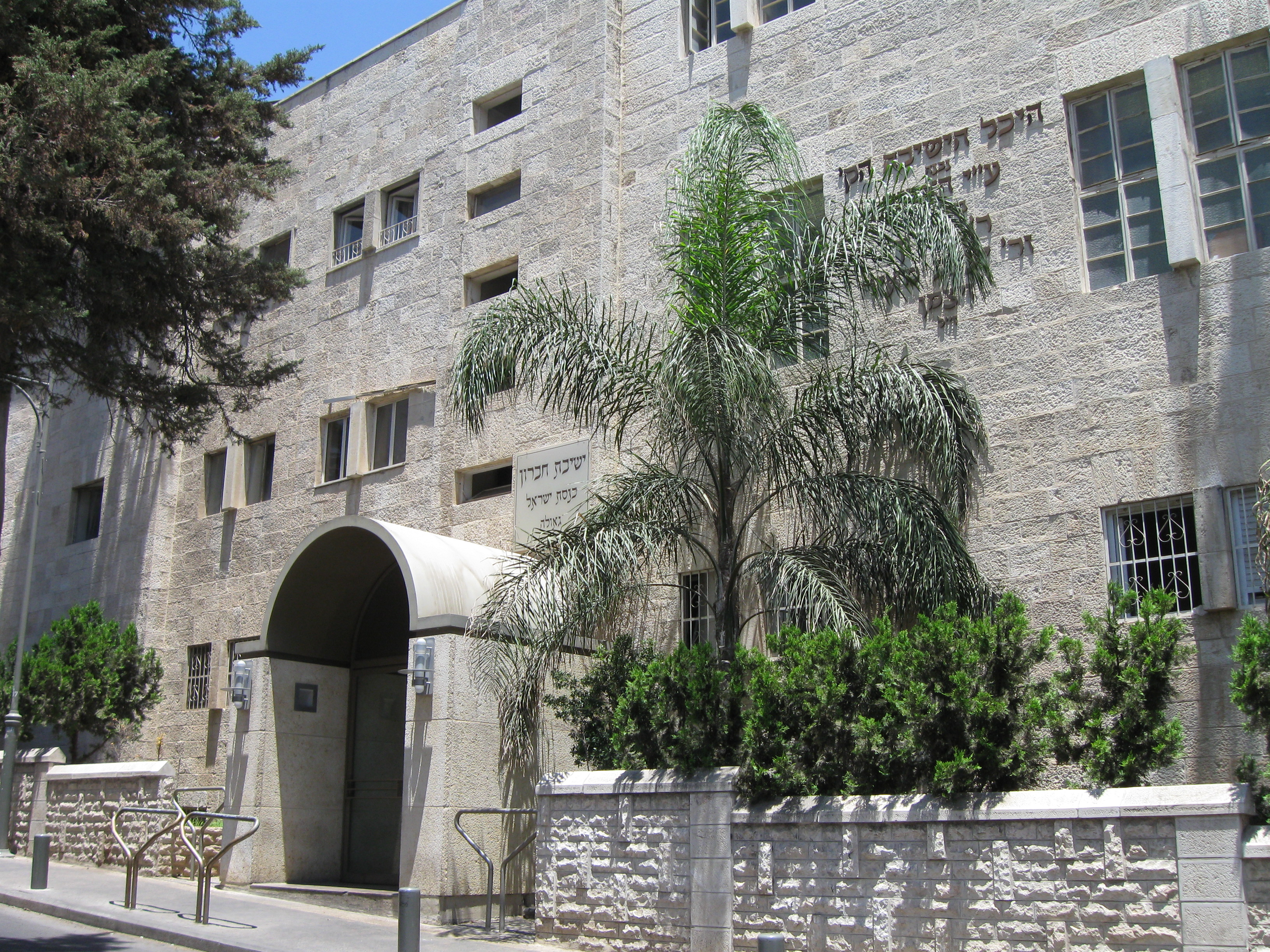
جيولا فرع المدرسة الدينية في الخليل.

- إسحاق آبادي، روش كوليل، كوليل أوهيل توراه
- ماير أبوفيتز، في روسيا
- يهودا عميت، "روش يشيفا"، كريات ملاخي
- يهودا أميتال، روش يشيفا، يشيفات هار عتصيون (غوش عتصيون، الضفة الغربية)
- راتزون أروسي
- إلياهو باكشي دورون، السفارديم الحاخام الأكبر لإسرائيل
- مناحيم مندل بلاخمان، روش يشيفا، يشيفات كرم بيافنه (يافنيه، إسرائيل)
- تسفي بلوك، مدرس تلمودي، مير يشيفا (بروكلين، نيويورك)
- سيمشا زيسيل برويد ، روش يشيفا
- مئير تشاداش، مشجياش
- أرييه درعي، زعيم حزب شاس الإسرائيلي
- مناحيم إيلون، النائب السابق لرئيس المحكمة العليا الإسرائيلية
- باروخ مردخاي إزراحي، "روش يشيفا"، يشيفا أتريس يسرائيل، القدس
- زلمان نحيميا غولدبرغ
- شلومو غورين، أشكنازي الحاخام الأكبر لإسرائيل
- رينيه غوتمان، الحاخام الأكبر، ستراسبورغ، فرنسا
- يشاياهو حضري، "روش يشيفا"، يشيفات هاكوتيل (القدس)
- يتسحاق هوتنر، "روش يشيفا"، يشيفا الحاخام حاييم برلين (بروكلين، نيويورك)
- شنور كوتلر، "روش يشيفا"، بيث مدراش جوفوها (ليكوود ، نيو جيرسي)
- دوف لانداو، روش يشيفا، سلابودكا يشيفا (بني براك)
- ميشيل يهودا ليفكوفيتش
- رافائيل بيلكوفيتز، الحاخام الفخري ل وايت شول
- إسحاق بيرتس، الحاخام الأكبر ل رعنانا
- أهارون بفيفر، روش يشيفا في لندن وجوهانسبرغ، واشتهر بسلسلته على كشروت
- آرييه ل. رالباغ، الرئيس التنفيذي لشركة مثلث كيه شعبة (الولايات المتحدة الأمريكية)
- زيف ريتشمان، مدرس تلمودي، جامعة يشيفا (نيويورك)
- يوناتان شاينفيلد
- شولوم شوادرون، حاخام حريدي و"ماجد"
- دوف شوارتزمان، روش يشيفا، يشيفاس بيس هتلمود (القدس)
- إفرايم عزرائيل شاش
- أبراهام شابيرا، "روش يشيفا"، مركاز هاراف (القدس)
- موشيه شابيرو، الحاخام، روش كوليل، وروش يشيفا، يشيفاس شيف شماتسا
- موشي ستيرنبوخ، نائب رئيس المحكمة الحاخامية ورعفاد إداه هشاريديس (القدس)
- ديفيد يوسف
- موشيه يوسف (حاخام)
- اسحق يوسف,، السفارديم الحاخام الأكبر لإسرائيل
- إليعازر فالدنبرغ

## روابط خارجية
- Yeshiva of Slobodka, YIVO Encyclopedia of Jews in Eastern Europe